# 凶宅美人头
《凶宅美人头》（The Head In The House）是中国1989年的电影，讲述的是医学博士柯克恩和他的老师一起做人头复活与人体移植实验。片长87分钟。

## 工作人员
导演: 胡庆士、刘邑川
编剧: 尚军学、新生
制作：西安电影制片厂

## 演员
雷鸣
徐萍
王艳梅
李小波
富锦
1. 1 2  . 豆瓣.   [2016-03-31]. （原始内容存档于2015-04-14） （中文（中国大陆））.